# خون دیگران
خون دیگران (فرانسوی: Le sang des autres‎) فیلمی در ژانر درام به کارگردانی کلود شابرول است که در سال ۱۹۸۴ منتشر شد. این فیلم بر اساس رمانی به همین نام اثر سیمون دو بووار ساخته شد. این فیلم در اصل یک مجموعه کوچک تلویزیونی سه ساعته بود که برای نمایش در سینما ۴۰ دقیقه از آن کوتاه شد.

## بازیگران
- جودی فاستر
- مایکل اونتاکین
- سام نیل
- لمبرت ویلسون
- ساموئل فولر
- استفان اودران
- ژان-پیر امون
- میشلین پرل
- الکساندرا استوارت
- جان ورنن
- کیت رید
- دیدیه بوردون
- دومینیک زاردی
- ژاک فرانسوا
- مونیک مرکور
- رونو ورله